# GeForce 20
A série GeForce 20 é uma família de unidades de processamento gráfico desenvolvidas pela Nvidia. Servindo como sucessora da série GeForce 10, a linha começou a ser comercializada em 20 de setembro de 2018, e após várias edições, em 2 de julho de 2019, a linha de placas GeForce RTX Super foi anunciada.
A série 20 marcou a introdução da microarquitetura Turing da Nvidia e a primeira geração de placas RTX, a primeira na indústria a implementar ray-tracing de hardware em tempo real em um produto de consumo. Afastando-se da estratégia usual da Nvidia, a série 20 não tem faixa de nível de entrada, deixando para a série 16 cobrir este segmento do mercado.
Essas placas são substituídas pela série GeForce 30, alimentada pela microarquitetura Ampere.

## História

### Anúncio
Em 14 de agosto de 2018, a Nvidia divulgou o anúncio da primeira placa da série 20, a GeForce RTX 2080, logo após apresentar a arquitetura Turing na SIGGRAPH no início daquele ano. A série GeForce 20 foi finalmente anunciada na Gamescom em 20 de agosto de 2018, tornando-se a primeira linha de placas gráficas "projetadas para lidar com ray tracing em tempo real" graças à "inclusão de tensor dedicado e núcleos RT."
Em agosto de 2018, foi relatado que a Nvidia havia registrado GeForce RTX e Quadro RTX como nomes.

### Lançamento
A linha começou a ser comercializada em 20 de setembro de 2018. Servindo como sucessora da série GeForce 10, a série 20 marcou a introdução da microarquitetura Turing da Nvidia e a primeira geração de placas RTX, a primeira na indústria para implementar ray-tracing de hardware em tempo real em um produto de consumo.
Lançado no final de 2018, o RTX 2080 foi comercializado como até 75% mais rápido que o GTX 1080 em vários jogos, também descrevendo o chip como "a atualização geracional mais significativa para suas GPUs desde os primeiros núcleos CUDA em 2006" de acordo com PC Gamer.
Após o lançamento inicial, as versões com overclock de fábrica foram lançadas no final de 2018. A primeira foi a edição "Ti", enquanto as placas Founders Edition eram overclockadas por padrão e tinham uma garantia de três anos. Quando a GeForce RTX 2080 Ti foi lançada, a TechRadar a chamou de "a GPU mais poderosa do mundo no mercado". A GeForce RTX 2080 Founders Edition foi avaliada positivamente quanto ao desempenho pela PC Gamer em 19 de setembro de 2018, mas foi criticada pelo alto custo para os consumidores, observando também que seu recurso de rastreamento de raios era ainda não utilizado por muitos programas ou jogos. Em janeiro de 2019, o Tom's Hardware também afirmou que a GeForce RTX 2080 Ti Xtreme era "a placa de vídeo para jogos mais rápida disponível", embora criticasse o volume da solução de resfriamento, o tamanho e a saída de calor nos gabinetes de PC. Em agosto de 2018, a empresa afirmou que as placas gráficas GeForce RTX foram as "primeiras placas gráficas do mundo a apresentar memória GDDR6 super-rápida, uma nova saída DisplayPort 1.4 que pode conduzir até 8K HDR a 60 Hz em monitores de geração futura com apenas um único cabo e uma saída USB Type-C para headsets de Realidade Virtual da próxima geração."

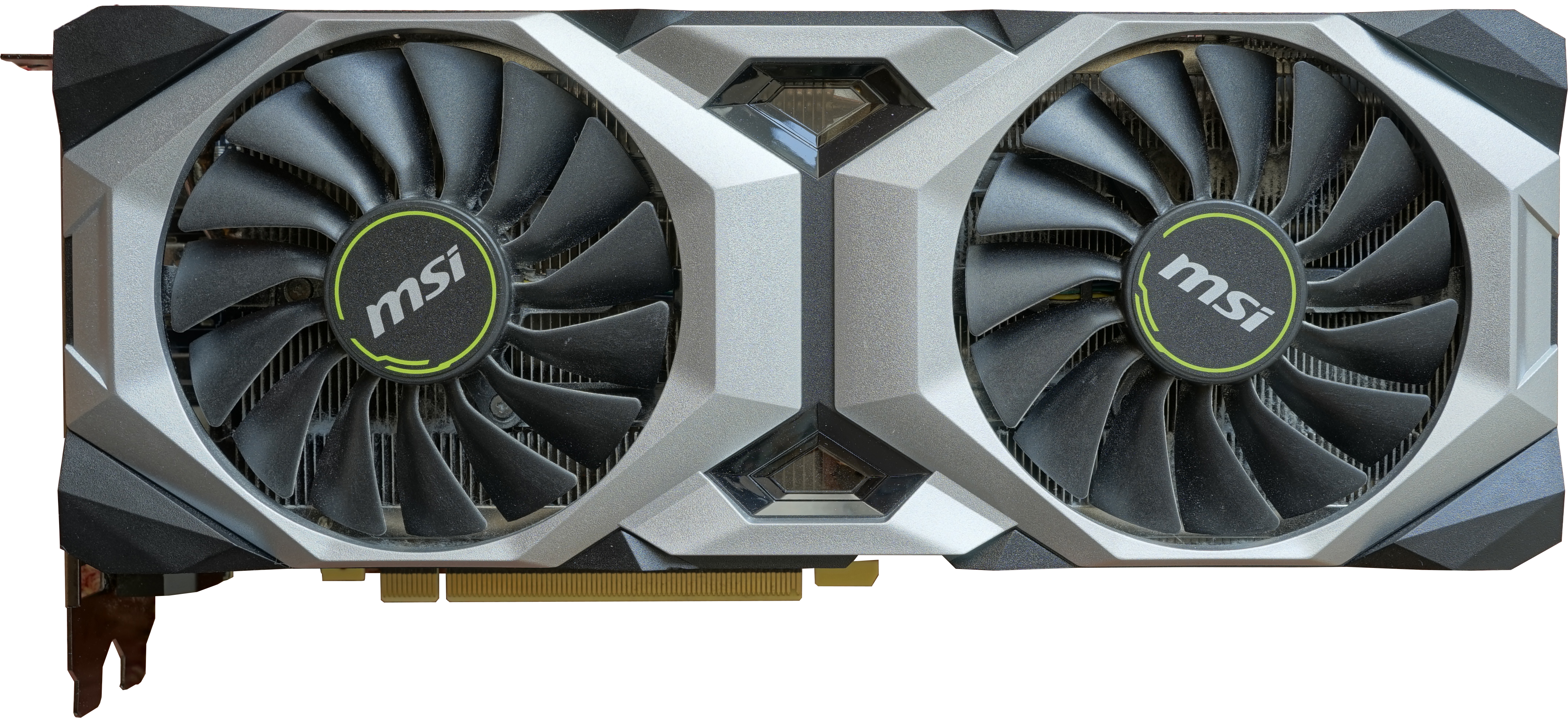
A RTX 2080 VENTUS OC, uma placa baseada em RTX 2080 da MSI

Em outubro de 2018, a PC Gamer relatou que o fornecimento do cartão 2080 Ti estava "extremamente apertado" depois que a disponibilidade já havia sido adiada. Em novembro de 2018, a MSI estava oferecendo nove placas gráficas baseadas em RTX 2080 diferentes. Lançado em dezembro de 2018, o Titan RTX da linha custava inicialmente $ 2.500, significativamente mais do que os $ 1.300 necessários para uma GeForce RTX 2080 Ti.

### Marketing
Em janeiro de 2019, a Nvidia anunciou que as placas gráficas GeForce RTX seriam usadas em 40 novos laptops de várias empresas. Também naquele mês, em resposta às reações negativas ao preço das placas GeForce RTX, o CEO da Nvidia, Jensen Huang, afirmou: "Eles estavam certos. [Nós] estávamos ansiosos para colocar o RTX no mercado convencional... Nós simplesmente não estávamos prontos. Agora estamos prontos e é chamado de 2060", em referência ao RTX 2060. Em maio de 2019, uma análise do TechSpot observou que o recém-lançado Radeon VII da AMD era comparável em velocidades ao GeForce RTX 2080, embora um pouco mais lento em jogos, com preços semelhantes e enquadrados como concorrentes diretos.
Em 2 de julho de 2019, foi anunciada a linha de placas GeForce RTX Super, que compreende versões de especificações mais altas de 2060, 2070 e 2080. Cada um dos modelos Super foi oferecido por um preço semelhante aos modelos mais antigos, mas com especificações aprimoradas. Em julho de 2019, a NVidia declarou que as placas gráficas "SUPER" da série GeForce RTX 20, a serem lançadas, tinham uma vantagem de desempenho de 15% sobre a GeForce RTX 2060. PC World chamou as edições super de uma atualização "modesta" para o preço, e o chip 2080 Super o "segundo GPU mais poderoso já lançado" em termos de velocidade Em novembro de 2019, PC Gamer escreveu "mesmo sem overclock, o 2080 Ti é a melhor placa gráfica para jogos." Em junho de 2020, PC Mag listou a Nvidia GeForce RTX 2070 Super como uma das "melhores [8] placas gráficas para jogos em 4K em 2020". A GeForce RTX 2080 Founders Edition, Super e Ti também foram listadas. Em junho de 2020, placas gráficas incluindo RTX 2060, RTX 2060 Super, RTX 2070 e RTX 2080 Super foram anunciadas com desconto pelos varejistas na expectativa do lançamento da GeForce RTX 3080. Em abril de 2020, a Nvidia anunciou 100 novos laptops licenciados para incluir os modelos GeForce GTX e RTX.

#### Reintrodução de placas mais antigas
Devido a problemas de produção em torno das placas da série RTX 30 e uma escassez geral de placas gráficas devido a problemas de produção causados pela pandemia de COVID-19 em andamento, que levou a uma escassez global de semicondutores e à demanda geral por placas gráficas aumentando devido a um aumento na mineração de criptomoedas, o RTX 2060 e sua contraparte Super, ao lado do GTX 1050 Ti, foram trazidos de volta à produção em 2021.
Além disso, o RTX 2060 foi relançado em 7 de dezembro de 2021 como uma variante com 12 GB de VRAM. No entanto, a disponibilidade do cartão no lançamento era escassa.

## Arquitetura
A série RTX 20 é baseada na microarquitetura Turing e apresenta ray tracing de hardware em tempo real. As placas são fabricadas em um nó otimizado de 14 nm da TSMC, denominado FinFET NVIDIA (FFN) de 12 nm. Novos recursos de exemplo em Turing incluíram shaders de malha, núcleos de ray tracing (RT) (aceleração de hierarquia de volume delimitadora), núcleos tensores (AI), núcleos inteiros (INT) dedicados para execução simultânea de inteiro e operações de ponto flutuante. Na série GeForce 20, esse traçado de raio em tempo real é acelerado pelo uso de novos núcleos RT, que são projetados para processar quadtrees e hierarquias esféricas e acelerar os testes de colisão com triângulos individuais.[carece de fontes?]
O traçado de raios realizado pelos núcleos RT pode ser usado para produzir efeitos como reflexos, refrações, sombras, profundidade de campo, dispersão de luz e cáusticas, substituindo as técnicas raster tradicionais, como mapas de cubos e mapas de profundidade.[carece de fontes?] Notas: Em vez de substituir totalmente a rasterização, no entanto, o ray tracing é oferecido em um modelo híbrido, no qual as informações coletadas do ray tracing podem ser usadas para aumentar o sombreamento rasterizado para obter resultados mais fotorrealistas.[carece de fontes?]
Os Tensor Cores de segunda geração (sucedendo Volta's) trabalham em cooperação com os núcleos RT, e seus recursos de IA são usados principalmente para duas finalidades: primeiro, reduzir o ruído de uma imagem parcialmente traçada por raios preenchendo os espaços em branco entre os raios lançados; também outra aplicação dos núcleos do Tensor é o DLSS (deep learning super-sampling), um novo método para substituir o anti-aliasing, gerando detalhes artificialmente para aumentar a escala da imagem renderizada em uma resolução mais alta. Os núcleos Tensor aplicam modelos de aprendizado profundo (por exemplo, um modelo de aprimoramento de resolução de imagem) que são construídos usando supercomputadores. O problema a ser resolvido é analisado no supercomputador, que é ensinado por exemplo quais os resultados desejados. O supercomputador então gera um modelo que é executado nos núcleos Tensor do consumidor. Esses métodos são entregues aos consumidores como parte dos drivers das placas.[carece de fontes?]
A Nvidia separa as matrizes de GPU para Turing em variantes A e não A, que são anexadas ou excluídas na parte das centenas do nome do código da GPU. As variantes não-A não podem receber overclock de fábrica, enquanto as variantes A, sim.
A série GeForce 20 foi lançada com chips de memória GDDR6 da Micron Technology. No entanto, devido a falhas relatadas nos modelos de lançamento, a Nvidia passou a usar chips de memória GDDR6 da Samsung Electronics em novembro de 2018.

## Software
Com a série GeForce 20, a Nvidia introduziu a plataforma de desenvolvimento RTX. RTX usa DXR da Microsoft, OptiX da Nvidia e Vulkan para acesso ao ray tracing. A tecnologia de ray tracing technology usada nas GPUs RTX Turing estava em desenvolvimento na Nvidia há 10 anos. O aplicativo Nsight Visual Studio Edition da Nvidia é usado para inspecionar o estado das GPUs.

## Produtos
Todas as placas da série possuem interface PCIe 3.0 x16, que a conecta à CPU, fabricadas com processo FinFET 12 nm da TSMC, e utilizam memória GDDR6 (inicialmente chips Micron no lançamento, e posteriormente chips Samsung a partir de novembro de 2018).

### Desktop
- O desempenho de precisão dupla (FP64) dos chips Turing é 1/32 do desempenho de precisão simples (FP32).

| Modelo                   | Lançamento             | Lançamento MSRP (USD) | Nomes dos códigos | Transistores (bilhões) | Tamanho da matriz(mm2) | Core config        | Contagem SM | Cache L2 | Velocidades de clock | Velocidades de clock | Taxa de preenchimento | Taxa de preenchimento | Memória | Memória                 | Memória               | Poder de processamento(TFLOPS) | Poder de processamento(TFLOPS) | Poder de processamento(TFLOPS) | Performance do Ray Tracing | Performance do Ray Tracing | Performance do Ray Tracing | TDP   | Suporte NVLink |
| Modelo                   | Lançamento             | Lançamento MSRP (USD) | Nomes dos códigos | Transistores (bilhões) | Tamanho da matriz(mm2) | Core config        | Contagem SM | Cache L2 | Core (MHz)           | Memória (GT/s)       | Pixel (GP/s)          | Textura (GT/s)        | Tamanho | Largura de banda (GB/s) | Largura do barramento | meia precisão (boost)          | precisão única (boost)         | precisão dupla (boost)         | Rays/s (bilhões)           | RTX-OPS (trilhões)         | Tensor TFLOPS              | TDP   | Suporte NVLink |
|                          |                        |                       |                   |                        |                        |                    |             |          |                      |                      |                       |                       |         |                         |                       |                                |                                |                                |                            |                            |                            |       |                |
| ------------------------ | ---------------------- | --------------------- | ----------------- | ---------------------- | ---------------------- | ------------------ | ----------- | -------- | -------------------- | -------------------- | --------------------- | --------------------- | ------- | ----------------------- | --------------------- | ------------------------------ | ------------------------------ | ------------------------------ | -------------------------- | -------------------------- | -------------------------- | ----- | -------------- |
| GeForce RTX 2060         | 15 de janeiro de 2019  | $349                  | TU106-200A        | 10.8                   | 445                    | 1920 120:48:30:240 | 30          | 3 MB     | 1365 (1680)          | 14000                | 65.52                 | 163.8                 | 6 GB    | 336                     | 192-bit               | 10.483 (12.902)                | 5.242 (6.451)                  | 0.164 (0.202)                  | 5                          | 37                         | 51.6                       | 160 W | Não            |
| GeForce RTX 2060         | 10 de janeiro de 2020  | $300                  | TU104-150         | 13.6                   | 545                    | 1920 120:48:30:240 | 30          | 3 MB     | 1365 (1680)          | 14000                | 65.52                 | 163.8                 | 6 GB    | 336                     | 192-bit               | 10.483 (12.902)                | 5.242 (6.451)                  | 0.164 (0.202)                  | 5                          | 37                         | 51.6                       | 160 W | Não            |
| GeForce RTX 2060 (12 GB) | 7 de dezembro de 2021  | ?                     | TU106-300         | 10.8                   | 445                    | 2176 136:48:34:272 | 34          | 3 MB     | 1470 (1650)          | 14000                | 79.2                  | 224.4                 | 12 GB   | 336                     | 192-bit               | 12.246 (14.362)                | 6.123 (7.181)                  | 0.191 (0.224)                  | 6                          | 41                         | 57.4                       | 185 W | Não            |
| GeForce RTX 2060 Super   | 9 de julho de 2019     | $399                  | TU106-410         | 10.8                   | 445                    | 2176 136:64:34:272 | 34          | 4 MB     | 1470 (1650)          | 14000                | 94.05                 | 199.9                 | 8 GB    | 448                     | 256-bit               | 12.246 (14.362)                | 6.123 (7.181)                  | 0.191 (0.224)                  | 6                          | 41                         | 57.4                       | 175 W | Não            |
| GeForce RTX 2070         | 17 de outubro de 2018  | $499                  | TU106-400         | 10.8                   | 445                    | 2304 144:64:36:288 | 36          | 4 MB     | 1410 (1620)          | 14000                | 90.24                 | 203.04                | 8 GB    | 448                     | 256-bit               | 12.994 (14.930)                | 6.497 (7.465)                  | 0.203 (0.233)                  | 6                          | 45                         | 59.7                       | 175 W | Não            |
| GeForce RTX 2070         | 17 de outubro de 2018  | $599                  | TU106-400A        | 10.8                   | 445                    | 2304 144:64:36:288 | 36          | 4 MB     | 1410 (1620)          | 14000                | 90.24                 | 203.04                | 8 GB    | 448                     | 256-bit               | 12.994 (14.930)                | 6.497 (7.465)                  | 0.203 (0.233)                  | 6                          | 45                         | 59.7                       | 175 W | Não            |
| GeForce RTX 2070 Super   | 9 de julho de 2019     | $499                  | TU104-410         | 13.6                   | 545                    | 2560 160:64:40:320 | 40          | 4 MB     | 1605 (1770)          | 14000                | 102.72                | 256.8                 | 8 GB    | 448                     | 256-bit               | 16.435 (18.125)                | 8.218 (9.062)                  | 0.257 (0.283)                  | 7                          | 52                         | 72.5                       | 215 W | 2-way          |
| GeForce RTX 2080         | 20 de setembro de 2018 | $699                  | TU104-400         | 13.6                   | 545                    | 2944 184:64:46:368 | 46          | 4 MB     | 1515 (1710)          | 14000                | 96.96                 | 278.76                | 8 GB    | 448                     | 256-bit               | 17.840 (20.137)                | 8.920 (10.068)                 | 0.279 (0.315)                  | 8                          | 60                         | 80.5                       | 215 W | 2-way          |
| GeForce RTX 2080         | 20 de setembro de 2018 | $799                  | TU104-400A        | 13.6                   | 545                    | 2944 184:64:46:368 | 46          | 4 MB     | 1515 (1710)          | 14000                | 96.96                 | 278.76                | 8 GB    | 448                     | 256-bit               | 17.840 (20.137)                | 8.920 (10.068)                 | 0.279 (0.315)                  | 8                          | 60                         | 80.5                       | 215 W | 2-way          |
| GeForce RTX 2080 Super   | 23 de julho de 2019    | $699                  | TU104-450         | 13.6                   | 545                    | 3072 192:64:48:384 | 48          | 4 MB     | 1650 (1815)          | 15500                | 105.6                 | 316.8                 | 8 GB    | 496                     | 256-bit               | 20.275 (22.303)                | 10.138 (11.151)                | 0.317 (0.349)                  | 8                          | 63                         | 89.2                       | 250 W | 2-way          |
| GeForce RTX 2080 Ti      | 27 de setembro de 2018 | $999                  | TU102-300         | 18.6                   | 754                    | 4352 272:88:68:544 | 68          | 5.5 MB   | 1350 (1545)          | 14000                | 118.8                 | 367.2                 | 11      | 616                     | 352-bit               | 23.500 (26.896)                | 11.750 (13.448)                | 0.367 (0.421)                  | 10                         | 78                         | 107.6                      | 250 W | 2-way          |
| GeForce RTX 2080 Ti      | 27 de setembro de 2018 | $1199                 | TU102-300A        | 18.6                   | 754                    | 4352 272:88:68:544 | 68          | 5.5 MB   | 1350 (1545)          | 14000                | 118.8                 | 367.2                 | 11      | 616                     | 352-bit               | 23.500 (26.896)                | 11.750 (13.448)                | 0.367 (0.421)                  | 10                         | 78                         | 107.6                      | 250 W | 2-way          |
| Nvidia Titan RTX         | 18 de dezembro de 2018 | $2499                 | TU102-400         | 18.6                   | 754                    | 4608 288:96:72:576 | 72          | 6 MB     | 1350 (1770)          | 14000                | 129.6                 | 388.8                 | 24 GB   | 672                     | 384-bit               | 24.884 (32.625)                | 12.442 (16.312)                | 0.389 (0.510)                  | 11                         | 84                         | 130.5                      | 280 W | 2-way          |

### Laptop
- Apenas o RTX 2050 está usando o chip Ampere GA107, que é fabricado usando um processo 8N da Samsung.

| Modelo                       | Lançamento             | Nomes dos códigos | Transistores (bilhões) | Tamanho da matriz(mm2) | Core config        | Contagem SM | Cache L2 | Velocidades de clock | Velocidades de clock | Taxa de preenchimento | Taxa de preenchimento | Memória | Memória                 | Memória               | Poder de processamento(TFLOPS) | Poder de processamento(TFLOPS) | Poder de processamento(TFLOPS) | Performance do Ray Tracing | Performance do Ray Tracing | Performance do Ray Tracing | TDP |
| Modelo                       | Lançamento             | Nomes dos códigos | Transistores (bilhões) | Tamanho da matriz(mm2) | Core config        | Contagem SM | Cache L2 | Core (MHz)           | Memória (GT/s)       | Pixel (GP/s)          | Textura (GT/s)        | Tamanho | Largura de banda (GB/s) | Largura do barramento | meia precisão (boost)          | precisão única (boost)         | precisão dupla (boost)         | Rays/s (bilhões)           | RTX-OPS (trilhões)         |                            | TDP |
|                              |                        |                   |                        |                        |                    |             |          |                      |                      |                       |                       |         |                         |                       |                                |                                |                                |                            |                            |                            |     |
| ---------------------------- | ---------------------- | ----------------- | ---------------------- | ---------------------- | ------------------ | ----------- | -------- | -------------------- | -------------------- | --------------------- | --------------------- | ------- | ----------------------- | --------------------- | ------------------------------ | ------------------------------ | ------------------------------ | -------------------------- | -------------------------- | -------------------------- | --- |
| GeForce RTX 2050             | 17 de dezembro de 2021 | GA107 (GN20-S7)   | ?                      | ?                      | 2048 64:32:32:256  | 16          | 2 MB     | 1155 (1477)          | 14000                | 47.26                 | 94.53                 | 4 GB    | 112.0                   | 64-bit                | (12.10)                        | (6.050)                        | (0.189)                        | ?                          | ?                          | 30–45 W                    |     |
| GeForce RTX 2060 Max-Q       | 29 de janeiro de 2019  | TU106 (N18E-G1)   | 10.8                   | 445                    | 1920 120:48:30:240 | 30          | 3 MB     | 975 (1175)           | 11000                | 56.88                 | 142.2                 | 6 GB    | 264.0                   | 192-bit               | (9.101)                        | (4.550)                        | (0.142)                        |                            |                            | 65 W                       |     |
| GeForce RTX 2060             | 29 de janeiro de 2019  | TU106 (N18E-G1)   | 10.8                   | 445                    | 1920 120:48:30:240 | 30          | 3 MB     | 960 (1200)           | 14000                | 57.60                 | 144.0                 | 6 GB    | 336.0                   | 192-bit               | (9.216)                        | (4.608)                        | (0.144)                        | 3.5                        | 26                         | 80–90 W                    |     |
| GeForce RTX 2060             | 2 de abril de 2020     | TU106 (N18E-G1-B) | 10.8                   | 445                    | 1920 120:48:30:240 | 30          | 3 MB     | 960 (1200)           | 14000                | 57.60                 | 144.0                 | 6 GB    | 336.0                   | 192-bit               | (9.216)                        | (4.608)                        | (0.144)                        | 3.5                        | 26                         | 115 W                      |     |
| GeForce RTX 2070 Max-Q       | 29 de janeiro de 2019  | TU106 (N18E-G2)   | 10.8                   | 445                    | 2304 144:64:36:288 | 36          | 4 MB     | 885 (1185)           | 12000                | 75.84                 | 170.6                 | 8 GB    | 384.0                   | 256-bit               | (10.92)                        | (5.460)                        | (0.171)                        | 4                          | 31                         | 80 W                       |     |
| GeForce RTX 2070             | 29 de janeiro de 2019  | TU106 (N18E-G2)   | 10.8                   | 445                    | 2304 144:64:36:288 | 36          | 4 MB     | 1215 (1440)          | 14000                | 92.16                 | 207.4                 | 8 GB    | 448.0                   | 256-bit               | (13.27)                        | (6.636)                        | (0.207)                        | 5                          | 38                         | 115 W                      |     |
| GeForce RTX 2070             | 2 de abril de 2020     | TU106 (N18E-G1R)  | 10.8                   | 445                    | 2304 144:64:36:288 | 36          | 4 MB     | 1305 (1485)          | 14000                | 92.16                 | 207.4                 | 8 GB    | 448.0                   | 256-bit               | (13.27)                        | (6.636)                        | (0.207)                        | 5                          | 38                         | 115 W                      |     |
| GeForce RTX 2070 Super Max-Q | 2 de abril de 2020     | TU104 (N18E-G2R)  | 13.6                   | 545                    | 2560 160:64:40:320 | 40          | 4 MB     | 930 (1155)           | 12000                | 69.1                  | 172.8                 | 8 GB    | 352.0                   | 256-bit               | (11.06)                        | (5.530)                        | (0.173)                        | 4                          | 34                         | 80 W                       |     |
| GeForce RTX 2070 Super       | 2 de abril de 2020     | TU104 (N18E-G2R)  | 13.6                   | 545                    | 2560 160:64:40:320 | 40          | 4 MB     | 1140 (1380)          | 14000                | 88.3                  | 220.8                 | 8 GB    | 448.0                   | 256-bit               | (14.13)                        | (7.066)                        | (0.221)                        | 5                          | 40                         | 115 W                      |     |
| GeForce RTX 2080 Max-Q       | 29 de janeiro de 2019  | TU104 (N18E-G3)   | 13.6                   | 545                    | 2944 184:64:46:368 | 46          | 4 MB     | 735 (1095)           | 12000                | 70.08                 | 201.5                 | 8 GB    | 384.0                   | 256-bit               | (12.89)                        | (6.447)                        | (0.202)                        | 5                          | 37                         | 80 W                       |     |
| GeForce RTX 2080             | 29 de janeiro de 2019  | TU104 (N18E-G3)   | 13.6                   | 545                    | 2944 184:64:46:368 | 46          | 4 MB     | 1380 (1590)          | 14000                | 101.8                 | 292.6                 | 8 GB    | 448.0                   | 256-bit               | (18.72)                        | (9.362)                        | (0.293)                        | 7                          | 53                         | 150+ W                     |     |
| GeForce RTX 2080 Super Max-Q | 2 de abril de 2020     | TU104 (N18E-G3R)  | 13.6                   | 545                    | 3072 192:64:48:384 | 48          | 4 MB     | 735 (1080)           | 11000                | 69.1                  | 207.4                 | 8 GB    | 352.0                   | 256-bit               | (13.27)                        | (6.636)                        | (0.207)                        | 5                          | 38                         | 80 W                       |     |
| GeForce RTX 2080 Super       | 2 de abril de 2020     | TU104 (N18E-G3R)  | 13.6                   | 545                    | 3072 192:64:48:384 | 48          | 4 MB     | 1365 (1560)          | 14000                | 99.8                  | 299.5                 | 8 GB    | 448.0                   | 256-bit               | (19.17)                        | (9.585)                        | (0.300)                        | 7                          | 55                         | 150+ W                     |     |

1. ↑  No OpenCL 3.0, a funcionalidade do OpenCL 1.2 tornou-se uma linha de base obrigatória, enquanto todos os recursos do OpenCL 2.xe OpenCL 3.0 se tornaram opcionais.
2. 1 2  Shaders Unificados: Unidades de Mapeamento de Textura: Unidades de Saída de Renderização: Ray tracing cores : Tensor Cores (FPU de precisão mista projetada especificamente para matriz aritimética.)
3. 1 2  O número de multiprocessadores de streaming na GPU.
4. 1 2  Os valores de aumento do núcleo (se disponíveis) são indicados abaixo do valor base entre colchetes.
5. 1 2  A taxa de preenchimento de pixel é calculada como o número de ROPs multiplicado pela velocidade de clock base (ou aumento) do núcleo.
6. 1 2  A taxa de preenchimento da textura é calculada como o número de TMUs multiplicado pela velocidade básica (ou intensificada) do clock do núcleo.